# Porte du Midi

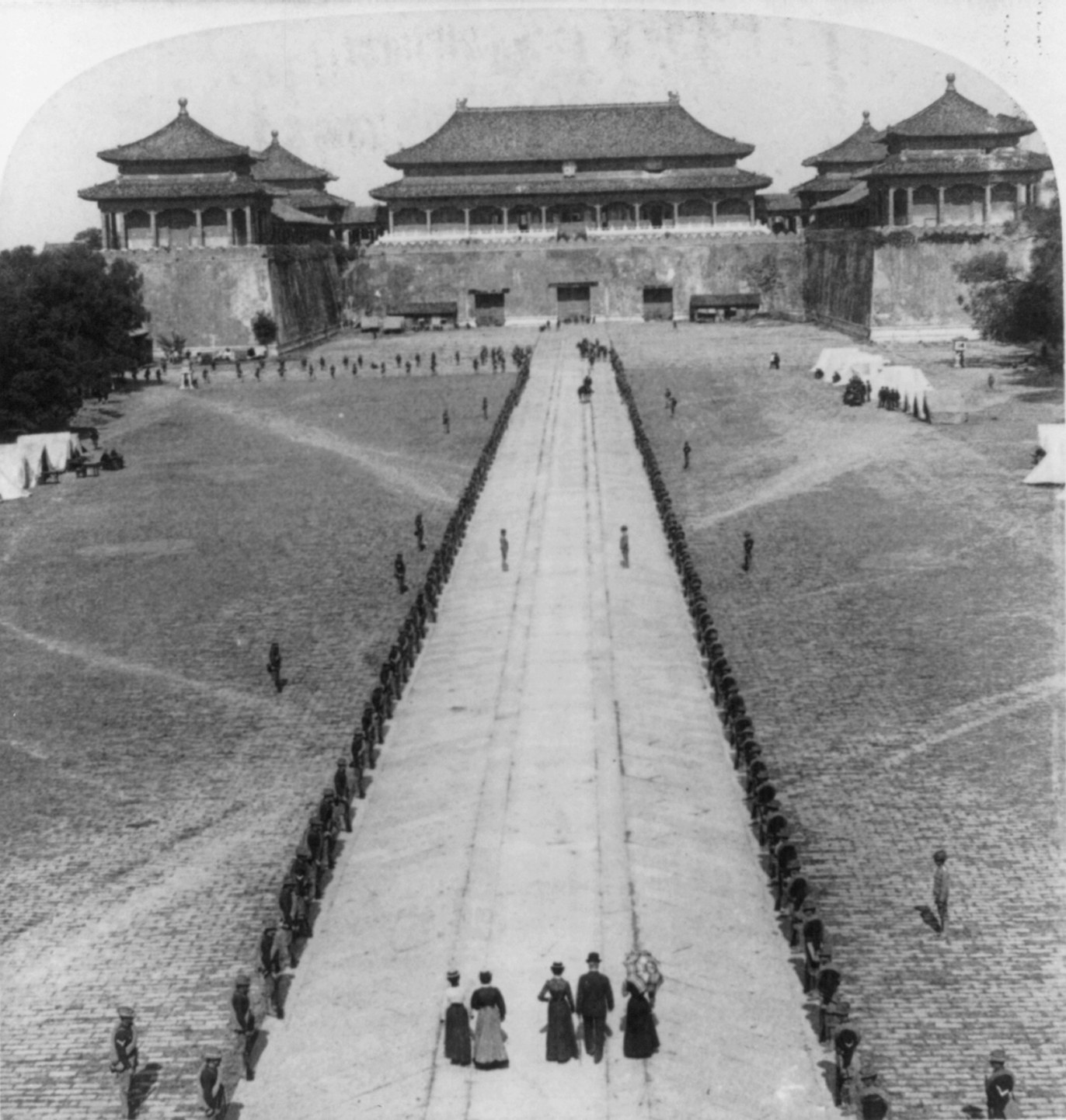
La porte du Midi, vers 1901. Vue du sud, montrant les cinq pavillons formant la superstructure.

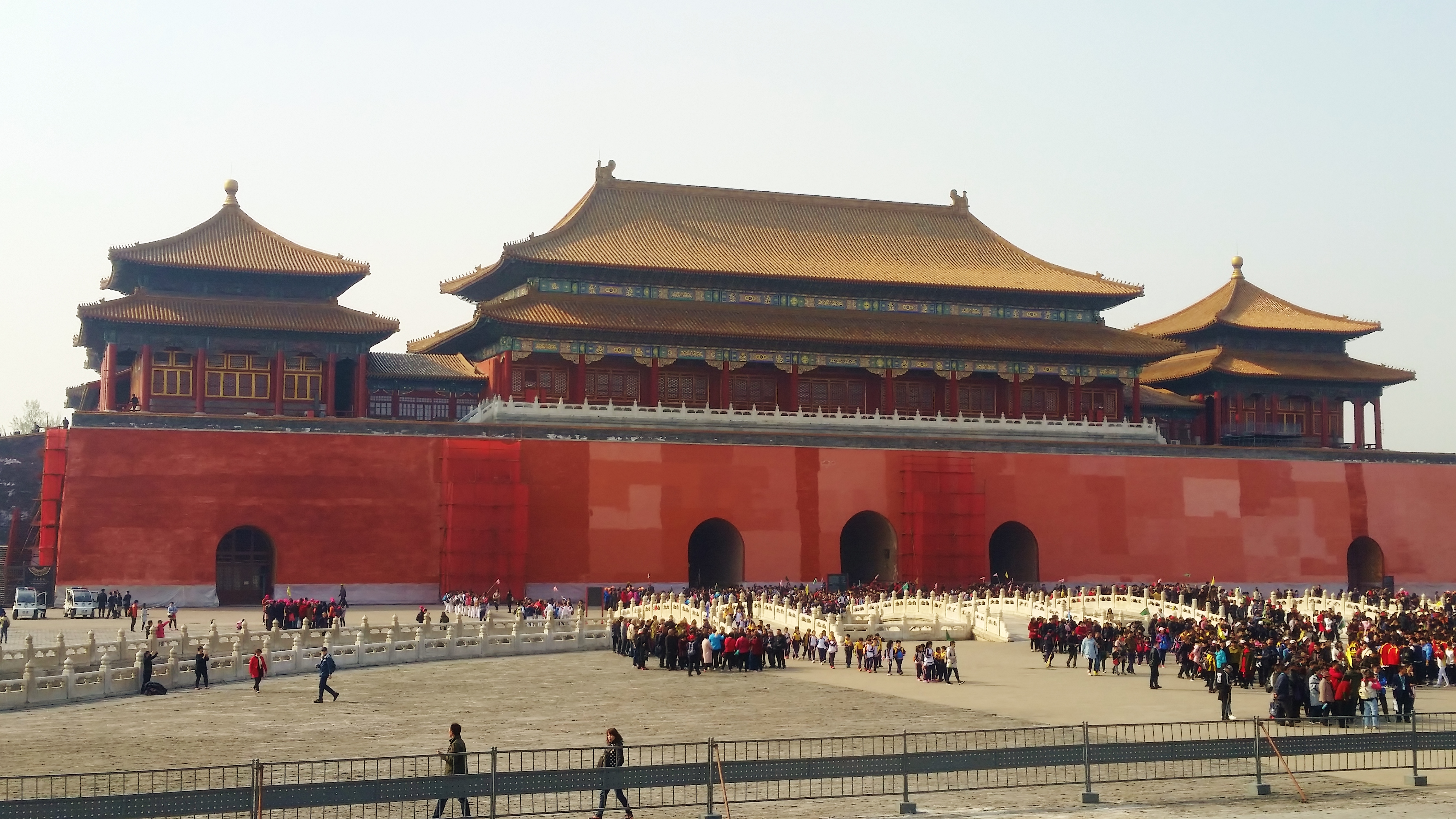
Porte du Midi, vue du nord, montrant les cinq arches

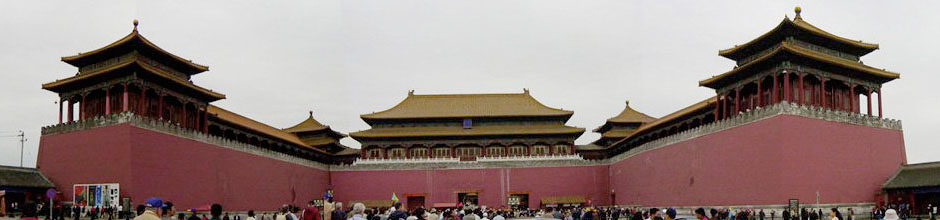
Porte du Midi, vue du sud

La porte du Midi ou Wumen (chinois simplifié : 午门 ; chinois traditionnel : 午門 ; pinyin : Wǔmén; Mandchou : ᠵᡠᠯᡝᡵᡤᡳ
ᡩᡠᠯᡳᠮᠪᠠ
ᡩᡠᡴᠠ ; Möllendorff：julergi dulimbai duka) est la plus grande porte du sud de la Cité interdite à Pékin, en Chine.
Contrairement aux autres portes de la Cité Interdite, la Porte du Midi a deux ailes qui font saillie de chaque côté, dérivés d'anciennes tours Que traditionnellement utilisées pour décorer les entrées principales des palais, des temples et des tombeaux. La porte comporte cinq arches, trois arches centrales proches l'une de l'autre situées dans la section centrale et deux arches latérales un peu plus éloignées des trois autres qui sont situées entre la section centrale et les ailes en saillie. Autrefois, l'arche central était réservé exclusivement à l'empereur. Les seules exceptions à la règle étant l'Impératrice, qui pouvait y entrer une fois le jour de son mariage, et les trois plus grands érudits des examens triennaux de la fonction publique, qui quittaient la zone des examens en passant par l'arc central. Tous les autres fonctionnaires et domestiques devaient utiliser les quatre arches latérales.
La superstructure de la porte est composée d'une série de bâtiments. Le pavillon central est un pavillon à double avant-toit, qui est divisé en 9 segments délimité par des piliers. Pour chacune des ailes en saillie, un bâtiment en 13 segments avec un seul avant-toit relie les deux pavillons à toit pyramidal qui représentent les tours Que. 
Sa superstructure est aussi appelée "Cinq tourelles Phénix" car elle est composée de cinq bâtiments. Sous les Ming et les Qing, des proclamations impériales et des almanachs étaient affiché sur la porte. Lorsque les armées chinoises revenaient à Pékin après des campagnes fructueuses, c'est a cet endroit que l’empereur recevait des prisonniers de guerre, une cérémonie parfois suivie de décapitations en masse desdits prisonniers. 
Selon un mythe urbain, en plus de ces prisonniers de guerre, les officiers supérieurs condamnés à mort auraient également été exécutés a cet endroit à l'époque de la Chine impériale. En réalité, seuls des châtiments corporels ont été effectivement exécutés à cette porte.   
En se dirigeant vers le nord à travers les terrains du palais, la première porte majeure rencontrée est la Porte de l'Harmonie Suprême .

## Voir également
- Palais Ming, à Nankin, qui avait une porte méridionale appelée également "Porte du Midi".
- Porte du Midi (Huế)